# サンディー
サンディー（英語: Sandii、1951年12月27日 - ）は、日本の女性歌手、フラ指導者。東京都田無市（現：西東京市）出身。本名：鈴木 あや。日本芸術専門学校特別講師。アニメ『ルパン三世』のエンディング曲「ラヴ・スコール」の歌手として知られる。ミュージシャンの久保田麻琴は元夫。

## 来歴・人物
アメリカ人と日本人とのハーフ。10歳のときにハワイへ渡り、12歳の頃から歌手として活動。ホノルルのカイルア・ハイスクールを卒業した。1974年には「サンディ・愛」名義でトニー荒木（トニーズのリーダーで荒木久美子の父）が作曲した「ペルシャ猫は恋泥棒」でレコード・デビューした。日本では1975年から本格的に活動し、「サンディー・アイ」名義で「くちづけは許して」で歌手デビューしたほか、NHKラジオ第1放送のトーク番組『若いこだま』のラジオパーソナリティを務めた。
23歳当時は身長163cm、スリーサイズはバスト95cm、ウエスト58cm、ヒップ93cm。そのスタイルの良さから、ステージやレコード・ジャケットでの肌の露出度も高く、ハイスクールの後輩であるアグネス・ラムより早くグラビアアイドルとしても活躍した。1976年「サンディー」名義の初シングル「グッドバイ・モーニング」で第7回世界歌謡祭のグランプリと最優秀歌唱賞を受賞。1978年、映画『ナイル殺人事件』の主題歌「ミステリー・ナイル」（「サンディー・オニール」名義）がヒットする。
1980年、細野晴臣プロデュースで「サンディー」名義としては初となるアルバム『イーティン・プレジャー （Eating Pleasure）』を日本とイギリスでリリース。また同アルバムから『ラヴ・シック（cw/イーティン・プレジャー）をシングル・カットしてリリースした。
1980年代にはいると「久保田麻琴と夕焼け楽団」を母体にした「サンディー&ザ・サンセッツ」を1982年に結成。当初のバンド名は「ザ・サンセッツ」であったが、オーストラリアの新聞に誤報道されたことから「サンディー&ザ・サンセッツ」と変更した。そして世界各国のツアー活動を開始し、オーストラリアでシングル『スティッキー・ミュージック』がヒットする。この頃から日本国内より海外での評価が高まってゆく。
1990年より再びソロ活動を開始し、アルバム『マーシー』をリリース。元々アジア色の濃い音楽性であったが、久保田とディック・リーとの共同プロデュースにより、このアルバムによってそのスタイルがより強固になってゆく。1994年リリースのアルバム『ドリーム・キャッチャー』は海外でも高く評価され、服部良一音楽祭優秀アルバム賞を受賞している。
1990年代中盤頃より、自身のルーツであるハワイ音楽に傾倒。『サンディーズ・ハワイ』などハワイアンを基調としたアルバムをセルフプロデュースで次々とリリースしている。クム・フラ（「フラの教師」の意）でもある。
変名を多用する人物で、先述の「サンディー・アイ」「サンディー・オニール」以外でも「サンドラ・ホーン」名義で『ルパン三世』（第2期）のエンディング曲「ラヴ・スコール」を歌っている。それ以外には「久保田綾」など。海外では先述の「サンディ・愛」のほか「サンディー・鈴木」の芸名で活動する事もある。また、ゴダイゴなど他のミュージシャンのコーラス、CMソング（ノークレジットであることが多い）などのセッション活動も多数ある。

## ディスコグラフィ

### シングル
| 名義                       | 発売日         | レーベル                 | 規格  | 規格品番  | 面                                                    | タイトル                                      | 作詞                        | 作曲           | 編曲             | 備考 |
| -------------------------- | -------------- | ------------------------ | ----- | --------- | ----------------------------------------------------- | --------------------------------------------- | --------------------------- | -------------- | ---------------- | --- |
| サンディ・愛 Sandie I      | 1974年         | パイナップルレコード     | EP    | TRS-5002  | A                                                     | ペルシャ猫は恋泥棒 PERUSHA NEKO WA KOI DOROBO |                             | トニー荒木     |                  | 日本デビュー前にハワイで発売 |
| サンディ・愛 Sandie I      | 1974年         | パイナップルレコード     | EP    | TRS-5002  | B                                                     | あの人 ANOHITO                                |                             |                |                  | |
| サンディー・アイ           | 1975年         | 東宝レコード             | EP    | AT-1118   | A                                                     | くちづけは許して                              | 葵ゆうじ                    | 葵まさひこ     | 葵まさひこ       | |
| サンディー・アイ           | 1975年         | 東宝レコード             | EP    | AT-1118   | B                                                     | 恋の仲直り                                    | 葵ゆうじ                    | 葵まさひこ     | 葵まさひこ       | |
| サンディー・アイ           | 1975年         | 東宝レコード             | EP    | AT-1132   | A                                                     | 愛のメロディー                                | りりぃ                      | 葵まさひこ     | 葵まさひこ       | |
| サンディー・アイ           | 1975年         | 東宝レコード             | EP    | AT-1132   | B                                                     | 日曜日の午後                                  | りりぃ＆サンディー・アイ    | りりぃ         | 土田治一         | |
| サンディー                 | 1976年11月25日 | ディスコメイト・レコード | EP    | DSF-105   | A                                                     | グッドバイ・モーニング Goodbye Morning        | 庄野真代                    | なかじまかおる | 山室鉱一         | * 作詞者・庄野真代が1977年9月1日発売のLP『ぱすてる33 1/3』(LP番号：LX-7025)にてセルフカバー。 *1992年に近藤房之助が当時Mi-Keの宇徳敬子とカバー。 |
| サンディー                 | 1976年11月25日 | ディスコメイト・レコード | EP    | DSF-105   | B                                                     | マドモアゼル・ママ Mademoiselle Mama          | 大杉弓子                    | 大杉弓子       | 山室鉱一         | |
| サンディー・オニール       | 1978年         | 東芝EMI Eastworld        | EP    | EWR-20497 | A                                                     | ミステリー・ナイル                            |                             |                |                  | 映画『ナイル殺人事件 (1978年の映画)』イメージソング                                                                                              |
| サンディー・オニール       | 1978年         | 東芝EMI Eastworld        | EP    | EWR-20497 | B                                                     | ミステリー・ナイル Part2                      |                             |                |                  | |
| サンディー・オニール       | 1979年         | 東芝EMI Eastworld        | EP    | EWR-20555 | A                                                     | ヘイ！キング・コング King Kong                |                             |                |                  | |
| サンディー・オニール       | 1979年         | 東芝EMI Eastworld        | EP    | EWR-20555 | B                                                     | シェリー Sherry                               |                             |                |                  | |
| サンドラ・ホーン           | 1978年         | 日本コロムビア           | EP    | YK-111-AX | A                                                     | Lupin III '79                                 |                             | 大野雄二       | 大野雄二         | テレビアニメ『ルパン三世』オープニングテーマ |
| サンドラ・ホーン           | 1978年         | 日本コロムビア           | EP    | YK-111-AX | B                                                     | ラヴ・スコール Love Squall                    |                             | 大野雄二       | 大野雄二         | テレビアニメ『ルパン三世』エンディングテーマ |
| サンディー                 | 1980年         | アルファレコード         | EP    | ALR-707   | A                                                     | ラヴ・シック Love Sick                        |                             |                |                  | |
| サンディー                 | 1980年         | アルファレコード         | EP    | ALR-707   | B                                                     | イーティン・プレジャー Eating Pleasure        |                             |                |                  | |
| サンディー＆ザ・サンセッツ | 1984年         |                          | EP    | YLR-710   | A                                                     | スティッキー・ミュージック STICKY MUSIC       |                             | 細野晴臣       | 細野晴臣         | |
| サンディー＆ザ・サンセッツ | 1984年         | B                        | EP    | YLR-710   | THE MIRRORS OF EYES                                   |                                               |                             |                |                  | |
| サンディー＆ザ・サンセッツ | 1985年５月22日 | 東芝EMI Eastworld        | EP    | WTP-17719 | A                                                     | だって夏よっ - Babes in the woods             | サンディー 補：Jonah Pashby | 久保田麻琴     |                  | '85 ポーラ・サザン・コールCMソング |
| サンディー＆ザ・サンセッツ | 1985年５月22日 | 東芝EMI Eastworld        | EP    | WTP-17719 | B                                                     | プライベート・ムーン Private Moon             |                             |                |                  | ピエール・エ・ジルがジャケット撮影担当。他に「ララララ・ラブ」や「パシフィカ」も同じ                                                             |
| サンディー＆ザ・サンセッツ | 1986年         | 東芝EMI Eastworld        | EP    | WTP-17853 | A                                                     | バッテリー                                    |                             |                |                  | 映画「熱海殺人事件」エンディング曲 |
| サンディー＆ザ・サンセッツ | 1986年         | 東芝EMI Eastworld        | EP    | WTP-17853 | B                                                     | バッテリー（英語版）                          |                             |                |                  | |
| サンディー＆ザ・サンセッツ | 1988年         | 東芝EMI Eastworld        | EP    | RT07-2114 | A                                                     | No No No 悲しき鉄道員                         |                             |                |                  | ショッキング・ブルーのカヴァー |
| サンディー＆ザ・サンセッツ | 1988年         | 東芝EMI Eastworld        | EP    | RT07-2114 | B                                                     | MAKE BELIEVE つくり話し                       |                             |                |                  | |
| サンディー＆ザ・サンセッツ | 1989年         | 東芝EMI Eastworld        | EP    | RT07-2388 | A                                                     | 涙の太陽                                      |                             |                |                  | エピック・メンソールCMソング |
| サンディー＆ザ・サンセッツ | 1989年         | 東芝EMI Eastworld        | EP    | RT07-2388 | B                                                     | Cipher (Maybe Live ver.)                      |                             |                |                  | |
| サンディー                 | 1991年         | 東芝EMI VIVID            | LP    | VS12-9010 | A                                                     | SURIRAM (RAGGA BASS MIX)                      |                             |                |                  | |
| サンディー                 | 1991年         | 東芝EMI VIVID            | LP    | VS12-9010 | A                                                     | SURIRAM (HIPPY BASS MIX)                      |                             |                |                  | |
| サンディー                 | 1991年         | 東芝EMI VIVID            | LP    | VS12-9010 | A                                                     | SURIRAM (ALBUM MIX)                           |                             |                |                  | |
| サンディー                 | 1991年         | 東芝EMI VIVID            | LP    | VS12-9010 | B                                                     | TE CHERIR A JAMAIS (RADIO MIX)                |                             |                |                  | |
| サンディー                 | 1991年         | 東芝EMI VIVID            | LP    | VS12-9010 | B                                                     | TE CHERIR A JAMAIS (T.K.O MIX)                |                             |                |                  | |
| サンディー                 | 1991年         | 東芝EMI VIVID            | LP    | VS12-9010 | B                                                     | TE CHERIR A JAMAIS (ON THE BEACH MIX)         |                             |                |                  | |
| サンディー                 | 1994年         | エピック・ソニー         | 8cmCD |           | 1                                                     | HAI HAI HAI (Single ver.)                     |                             |                |                  | |
| サンディー                 | 1994年         | エピック・ソニー         | 8cmCD | 2         | Every Day(Ragga Mix)                                  |                                               |                             |                |                  | |
| サンディー                 | 1994年         | エピック・ソニー         | 8cmCD |           | 1                                                     | Dream Catcher                                 |                             |                |                  | |
| サンディー                 | 1994年         | エピック・ソニー         | 8cmCD | 2         | Every Day                                             |                                               |                             |                |                  | |
| サンディー                 | 1994年         | エピック・ソニー         | 8cmCD |           | 1                                                     | Seaside Bound                                 |                             |                |                  | |
| サンディー                 | 1994年         | エピック・ソニー         | 8cmCD | 2         | Every Day (Malay ver.)                                |                                               |                             |                | duet with Aishah | |
| サンディー                 | 1994年         | エピック・ソニー         | 8cmCD | 2         | Seringgit Si Dua Kupang                               |                                               |                             |                |                  | |
| サンディー                 | 1995年         | エピック・ソニー         | 8cmCD |           | 1                                                     | Life - There Is Nothing Higher Than Your Life |                             |                |                  | |
| サンディー                 | 1995年         | エピック・ソニー         | 8cmCD | 2         | Life - There Is Nothing Higher Than Your Life (Inst.) |                                               |                             |                |                  | |

### アルバム
- くちづけは許して（1975年）（サンディー・アイ名義）
2011年08月にオリジナルソング６曲のカラオケをボーナス・トラックで収録し、初CD化。
- ミステリー・ナイル（1978年）（サンディー・オニール名義）
- イーティン・プレジャー（1980年）
- マーシー（1990年）
- コム・アゲイン（1991年）
「蘇州夜曲」「花〜すべての人の心に花を〜」のダンスミックスも収録。発売から半年で約2万5000枚を販売した[5]。
- パシフィカ（1992年）
オリコン最高55位。
- アイルマタ（1993年）
- ドリーム・キャッチャー（1994年）
- WATASHI（1996年）
- サンディーズ・ハワイ（1996年）
- サンディーズ・ハワイ 2nd（1997年）
- サンディーズ・ハワイ 3rd（1998年）
- Sings Pacific Lounge Classics featuring Lune Paolo（1999年）
- ウクレレ・ドリーミング（2003年）
- サンディーズ・レムリアン・ハート（2004年）
- サンディーズ・ハワイ 4th（2007年）
- Sandii’s Tahitian Passions（2007年）
- モアナ・ヌイ～ Sandii’s Tahitian Passions 2（2008年）
- サンディー・ビーチ（2010年）
- サンディーズ・ハワイ 5th（2011年）
- サンディーズ昭和ハワイアン ウクレレ・ドリーミング2（2011年）
- サンディーズ・ハワイ 6th サンディーズ・ハワイ・クリスマス（2013年）
- サンディーズ・ハワイ 7th アイランドスタイル（2013年）
- Te Pua No 'ano' a ～ Sandii's Tahitian Passions 3（2015年）
- Hula Dub（2018年）

#### サンディー&ザ・サンセッツ
- ヒート・スケール
- イミグランツ
- Viva Lava Liva（1984年、YLR-28017）-　ベスト盤
- ラ・ラ・ラ・ラブ
- リズム・ケミストリー
- ワン・ラブ
- オリエンテーション（ベスト盤）

#### サンディー・ウィズ・ザ・ココナツ・カップス
- Sandii with The Coconut Cups（1999年）
- ALOHA GROOVIN'（2000年）

#### サンディー&ザ・ココナツ・カップス
- Mele O Aloha（2006年）

#### サンディーブンブン
- Kabira−花ビラ（2009年）
- 飛らら（2010年）

### 客演
- いとうせいこう&タイニー・パンクス - 『建設的』(1986年)
  - 「恋のマラカニアン」（ミス・ナオミ・ビンボーダ名義）
- 沢田研二 - 『PANORAMA』(1991年)
  - 「テキーラ・サンセット」

### その他
- 川
  - 1978年にNHKの『みんなのうた』で紹介（「久保田綾」名義）。2012年3月には『みんなのうた発掘スペシャル』でも放送。
- フレッシュライフ
  - 第一産業（現・エディオン）のCMソング。ピーカブーも参加している[6]。